# تلویزیون باختر
تلویزیون باختر یکی از تلویزیون‌های افغانستان است که از شهر کابل پخش می‌شود.
این تلویزیون توسط تاجری بنام عبدالمنان و با کمک کابل بانک تأسیس شد. پس از یک دوره پخش آزمایشی که از اسفند ۱۳۸۷ شروع شد این تلویزیون در خرداد (جوزا) سال ۱۳۸۸ رسماً آغاز به کار کرد. این شبکه هم‌اکنون فقط در شهر کابل پخش می‌شود. این تلویزیون تصمیم دارد بزودی پخش خود را از طریق ماهواره در چهار منطقه افغانستان آغاز کند. برنامه‌های این شبکه بیشتر خبری و تفریحی است.
افغانستان بانک در جلسه ای که به تاریخ ۳۱ سنبله سال روان با مجمع عمومی سهمداران کابل بانک داشت به این نتیجه رسید که تلویزیون (باختر) باید هر چه عاجلتر با حضور نماینده گان افغانستان بانک و با نشر اعلان از طریق رسانه‌ها به فروش برسد و پول آن به حساب کابل بانک انتقال یابد. در جلسه تأکید جدی صورت گرفت که پروسهٔ فروش تلویزیون (باختر) باید هر چه زودتر آغاز یابد. باید گفت که کابل بانک از چندی به این طرف با مشکلاتی که عمدتاً از برخورد سلیقه ای سهمداران آن ناشی می‌شود مواجه بوده و در حال حاضر بانک مرکزی ادارهٔ این بانک خصوصی را در دست گرفته‌است.